# Kärla
Le Bourg de Kärla (en estonien : Kärla alevik) est un petit bourg (alevik) rural de la commune de Saaremaa (jusqu'en octobre 2017 commune de Lääne-Saare) du comté de Saare en Estonie.